# George Lusztig
George Lusztig (la naștere:Gheorghe Lusztig, n. 20 mai 1946, Timișoara, România) este un matematician american, evreu originar din România, profesor de matematică la catedra Abdun-Nur de la Institutul Tehnologic Massachusetts. Între anii 1999-2009 a fost profesor la catedra Norbert Wiener. 
George Lusztig s-a făcut cunoscut pentru contribuțiile sale la teoria reprezentărilor, mai ales în grupurile algebrice. Acestea includ noi concepte fundamentale, între care varietatea Deligne-Lusztig și polinoamele Kajdan-Lusztig.
După  aprecierea lui R. W. Carter, „Opera lui Lusztig se caracterizează printr-un înalt nivel de originalitate, o tematică imensă, o remarcabilă virtuozitate tehnică și o deosebită profunzime în tratarea problemelor. Nu este nicio exagerare să afirmăm că George Lusztig este unul din cei mai mari matematicieni ai epocii noastre”". După opinia lui Solomon Marcus, Lusztig este, alături de János Bolyai și  Dan Virgil Voiculescu unul din cei trei matematicieni cei mai mari care s-au născut în spațiul locuit de români.

## Biografie

### Copilăria și studiile
S-a născut la Timișoara, în 1946, într-o familie de evrei. Ca elev de liceu a participat și a câștigat medalii de argint la Olimpiade Internaționale de Matematică în 1962 și 1963. Într-un interviu și-a amintit cu recunoștință de mentorii săi, inclusiv matematiciana Maria Neumann, conferențiară la Universitatea din Timișoara. Lusztig a absolvit Facultatea de Matematică a Universității din București în 1968.
Primele sale două cercetări, publicate în românește, au fost Un mod de geometrie plană afină pe un câmp finit (1965) și Construcția unui fascicul universal pe poliedre arbitrare (1966).
Lucrările publicate de George Lusztig în studenție au atras atenția lui Michael Atiyah. După luarea licenței în 1968, i s-a spus ca nu poate obține un post universitar, ci în cel mai bun caz unul de profesor de liceu la Sibiu. Însă profesorul Dan Papuc de la Universitatea din Timișoara i-a oferit totuși un loc în universitate, pe care Lusztig l-a acceptat de îndată. Ulteriori i s-a permis să participe la o conferință în Italia, iar de acolo a plecat în Anglia, la universitățile din Warwick și Oxford. La Oxford, unde a rămas două luni, l-a întâlnit prima dată pe Michael Atiyah, care l-a invitat la Institutul de Studii Avansate din Princeton, unde fusese numit recent ca profesor.
Întors la Timișoara, a făcut cerere autorităților comuniste din România pentru permisiunea de a pleca la Princeton, dar a fost refuzat. În schimb, i s-a aprobat cererea pentru plecare la la o conferință de o săptămână la Bonn. De la Bonn, Lusztig a plecat la Princeton și nu s-a mai întors în România.
La Institutul de Studii Avansate  din Princeton Lusztig a studiat cu Michael Atiyah timp de doi ani. Și-a luat al doilea titlu, apoi doctoratul în 1971, sub îndrumarea lui William Browder, cu o teză în domeniul teoremei indicelui operatorilor eliptici, intitulată „Novikov's Higher Signature and Families of Elliptic Operators”.

### Cariera academică
Din 1971 a lucrat ca Research Fellow la Universitatea Warwick în Anglia, iar în 1974 a fost numit profesor de matematică la această universitate, funcționând acolo vreme de trei ani (1977-1974).
Anul 1974 a fost deosebit de însemnat în activitatea sa științifică. În acel an a publicat împreună cu Roger Carter un articol de mare importanță On the modular representations of the general linear and symmetric groups. În toamna aceluiaș an a lucrat o vreme la Institutul de Înalte Studii Științifice din Paris, unde a colaborat cu Pierre Deligne. Ulterior el a raportat despre această cercetare în conferința On the discrete series representations of the classical groups over a finite field pe care a ținut-o la secția Grupuri algebrice din cadrul Congresului internațional al matematicienilor de la  Vancouver în august 1974. Lusztig a făcut o clasificare completă a reprezentărilor complexe ireductibile ale grupurilor finite Chevalley.
În Teoria Lusztig-Deligne (cu Pierre Deligne, Representations of reductive groups over finite fields, Annals of Mathematics, vol. 103, 1976, paginile 103-161) a folosit coomologia l-adică pentru a construi reprezentări lineare ale unor grupuri Lie finite.
Ìn 1978 a devenit profesor la facultatea de matematică a MIT  - Massachussets Institute of Technology. La MIT, George Lusztig este șef al catedrei Abdun-Nur de matematică și a al catedrei Norbert Wiener (1999-2009).
În 1984 a indicat toate reprezentările grupurilor Lie simple finite. În lucrarea Representation of Coxeter groups and Hecke algebras (Inventiones Mathematicae vol.53, 1979, p. 165) Kazhdan și Lusztig au introdus  polinomul purtând numele lor (și au formulat ipotezele Kazhdan-Lusztig), iar în 1980 au dat o interpretare coomologiei intersecție a lui Goresky și MacPherson.
La congresul international al matematicienilor la Kyoto în anul 1990 Lusztig a raportat despre aplicarea acestor metode „geometrice” în teoria reprezentărilor (Intersection Cohomology Methods in Representation Theory).La finele anilor 1980 el s-a ocupat și de grupuri cuantice (care au fost definite de Vladimir Drinfeld și Michio Jimbo).
În 1972 el s-a căsătorit cu Michal-Nina Abraham și din această relație li s-au născut două fiice. Ìn 2000 el a divorțat și în 2003 s-a căsătorit cu Gongqin Li. Una din fiicele sale, Irene Lusztig este cineastă, realizatoarea documentarului "Reconstruction". Începând din 1994 în timpul liber Lusztig practică yoga.
În legătură cu condiția de evreu, Lusztig s-a exprimat intr-un interviu:"... nu sînt religios. Dar evreitatea a avut un rol important, atît în alegerea matematicii, care mi se părea cel mai departe de atingerea politicului, cît și prin faptul că era un domeniu în care aveam șansele cele mai mari să fiu judecat obiectiv. A contat și la plecarea mea din țară. Faptul că nu am primit un post în cercetare în România s-a datorat aproape sută la sută originii mele evreiești, mi s-a și spus atunci acest lucru, apoi mi s-a confirmat. Mi s-a povestit și că atunci cînd se discuta dacă să mi se dea recomandare pentru Princeton, se credea că fusesem invitat datorită conexiunilor evreiești"..
Între elevii săi se numără matematicianul italian Corrado de Concini și matematicianul australian Ian Grojnowski.

## Publicații (selecție)
- Cursurile Representations of finite Chevalley groups la CBMS Regional Conference la Madison, Wisconsin în august 1974 - au fost publicate de American Mathematical Society în 1975.
- The Discrete Series of GLn over a finite field, coll. Annals of Mathematical Studies n° 81 , Princeton University Press, 1974 online
- Characters of reductive groups over a finite field, coll. Annals of Mathematical Studies, n° 107 , Princeton University Press, 1984 online
- Introduction to Quantum Groups , 1 ed.  Birkhäuser , 1993), Springer-Verlag, 2010  - online
- Hecke algebras with unequal parameters. 2003

## Premii și distincții
- 1977 - Premiul Berwick al Societății Matematice din Londra
- 1983 - Membru al Societății Regale din Londra
- 1985 - Premiul Cole pentru algebră al Societății Americane de Matematică
- 1989 - profesor onorific al Universității din Cordoba
- 1991 - membru al Academiei Americane de Arte și Științe
- 1992 - membru al Academiei Naționale de Științe a Statelor Unite
- 1997 - doctor honoris causa al Universității Paris VII
- 1999 - Medalia Brouwer a Societății Olandeze de Matematică
- 2003 - Ordinul Național „Serviciul Credincios” în grad de comandor
- 2005 - Membru de onoare al Institutului de Matematică al Academiei Române
- 2007 - Diploma de Merit Academic a Academiei Române
- 2008 - Premiul AMS Leroy P. Steele „pentru completa reformulare a teoriei reprezentărilor și schimbarea pe parcurs a unei mari părți din matematică”
- 2014 - Premiul Shaw (în valoare de un milion de dolari) în științe matematice - „pentru contribuțiile sale fundamentale la algebră, geometria algebrică și teoria reprezentărilor și pentru conjugarea acestor subiecte în rezolvarea unor vechi probleme și descoperirea unor noi și elegante conexiuni”
- 2014 - Simons Fellowship in Mathematics
- 2022 - Premiul Wolf pentru matematică[14]